# 白瀨矗
白瀨矗（日语：／ Shirase Nobu，1861年7月20日—1946年9月4日）是日本南極探險家、陸軍中尉。幼名知教（日语：／）。

## 生平

### 出生和參軍
1861年，生於日本出羽國由利郡金浦村（現秋田縣仁賀保市），為靜蓮寺住持白瀨知道和其妻白瀨漆金的長男。根據白瀨南極遠征回國後所寫的自傳，其幼時非常淘氣。白瀨8歲（虛歲9歲）時，進入平田篤胤的得意門生，身兼醫師和蘭學學者佐佐木節齋的私塾就讀。佐佐木在私塾內主要教授四書五經和算盤，也有提及其他像是哥倫布和麥哲倫的探險事蹟，以及約翰·富蘭克林探險遇難的事情。11歲時，白瀨從佐佐木聽到有關於北極的一些事情，便矢志成為探險家。。
此時佐佐木對白瀨教授了五項戒律：
1. 不要喝酒
2. 不要抽菸
3. 不要喝茶
4. 不要喝熱水
5. 即使寒冷也不生火

白瀨從18歲起便持續遵守這五條戒律直至過世。
1877年，白瀨15歲時，進入母親娘家山形縣山形市七日町的小學就讀。1879年3月，小學畢業。1879年7月，想成為僧侶而前往東京。兩個月後，他改以成為軍人為目標進入日比谷陸軍教導團騎兵科就讀。同時改名為「矗」。

### 千島探險
1881年，陸軍教導團畢業，從騎兵科轉至輜重兵以陸軍輜重兵伍長的官階分發到仙台。1887年，與當地海產批發商女兒安人結婚。後升任為陸軍輜重兵曹長、下副官。1893年，被編入後備部隊，並加入幸田露伴之兄郡司成忠大尉所率領的千島探險隊。探險隊在抵達千島群島前因暴風雨造成19名隊員死亡，之後他們在舍子古丹島留下9名、幌筵島留下1名隊員作為過冬人員（這十人因壞血病死亡後遺體不知所終），而白瀨、郡司等人於同年8月31日抵達最終目的地占守島，並在該島過冬。
翌年，郡司被軍方要求返回日本本土。最初，郡司本想直接回國，但其父幸田成延不想千島群島的開發事務中斷，而強烈拒絕離開占守島。郡司便改變想法，希望白瀨能夠代替其父留在占守島上，白瀨便答應了他的要求。在島上的第二年冬天十分嚴苛，包含白瀨在內的四名隊員皆罹患壞血病，只有他自己最後存活下來。當時仍存活的一名隊員又罹患精神官能症而無法為白瀨提供飲食，他只好射殺他的愛犬，吃狗肉充飢。1895年，白瀨獲得援助，但他對在島上度過嚴冬和無法參與甲午戰爭兩事感到後悔，因而對郡司父子懷恨在心，之後他們彼此的關係便急速惡化。
1897年，白瀨升為後備陸軍輜重兵少尉。1900年，白瀨向日本帝國議會請願，希望他們能夠對千島群島進行建設。雖然議會通過十萬日圓的預算，但他們反而用錢派遣盜獵船進入阿拉斯加海域，約花了六個月越過北緯70°的位置。1904年，日俄戰爭爆發。同年6月，白瀨被以第8師團衛生預備廠長的職務徵召，同年10月奔赴戰場。1905年1月，在戰場中負傷。歸國後，同年11月升為陸軍輜重兵中尉。
1909年，美國探險家羅伯特·皮里徒步抵達北極點的消息傳播開來，使白瀨將遠征目標從北極點變更為南極點。不久之後，得知歐內斯特·沙克爾頓抵達南緯88°23'的消息後，白瀨變得意志消沉。隨之而來的是英國政府宣布隔年將會派遣羅伯特·史考特遠征隊前往南極，白瀨遂決定與之競爭。1910年，史考特接受英國皇家地理學會的支援，以率先抵達南極點為目標前往南極。當時沒有其他「已知」的隊伍以南極點為目標前進，白瀨便認為史考特會是率先抵達南極點的人。

### 南極探險隊成立和出發

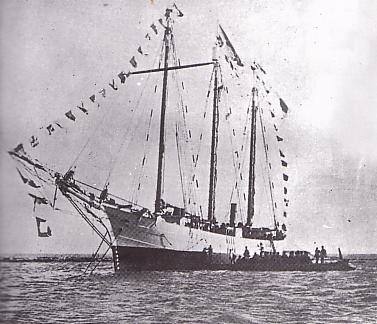
開南丸

1910年，白瀨向帝國議會請願，希望能夠給予南極遠征行動一些資金挹注。雖然眾議院議員一致認可此項提案，卻只給予3萬日圓作為補助金，但民眾與政府冷淡的態度大相逕庭，民眾約捐助14萬日圓作為出航花費。白瀨為了船隻調度事宜花費將近2萬5千日圓，預算因而所剩無幾。最後他被迫向視若寇讎的郡司求助，購買一艘運量僅204噸的木造漁船，並裝載舊式蒸汽機和29頭樺太犬，再由海軍元帥東鄉平八郎命名為開南丸。
同年7月5日，於東京神田發表南極探險演說，並組織南極探險後援會，幹事有三宅雪嶺、押川方義、櫻井熊太郎、村上濁浪、田中舍身、佐佐木照山，會長是大隈重信。
同年11月29日，開南丸從芝浦港出發，航行途中大部份的犬隻因不明原因相繼死亡（後被證實為寄生蟲病）。更糟的是，白瀨和書記長多田惠一、船長野村直吉及其他隊員產生衝突。1911年2月8日，船隻抵達紐西蘭威靈頓。在裝載足夠物資後，2月11日，開南丸向南極航行，但此時已是南極夏末，浮冰造成船難發生的危險性增加。5月1日，抵達澳洲雪梨港。此時，多田和野村為了資金問題先行返國，而後援會內部懷疑村上濁浪侵吞會費產生爭執。另一方面，留在雪梨的探險隊發生內訌，有隊員意圖毒殺白瀨未遂。。

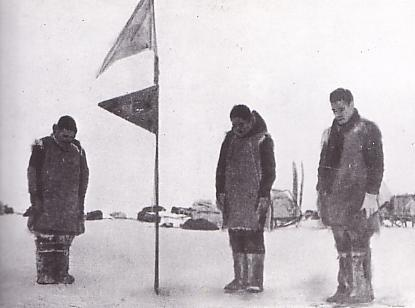
大和雪原

之後，帶著樺太犬回到雪梨的多田，促使隊員們在檯面上和解，並於11月19日出發前往南極。1912年1月16日，他們登上南極大陸，並命名該地的海灣為「開南灣」，翌日，史考特抵達南極點。後來，他們認為此處位置不好，因而改在鯨灣羅斯冰棚登陸，並於1月20日向內陸進發。此時，他們放棄前往南極點的念頭，全心專注於學術調查和鞏固領地的目標上。但是，探險隊前進十分困難，因而於28日沿路返回獲取糧食，在經過西經165°37'、南緯80°5'的位置時，他們命名此地為「大和雪原」，升起日本國旗和埋下「南極探險同情者芳名簿」，用以宣示此地的主權（後在二戰戰敗放棄主權）。
數名探險隊員在登陸點附近進行氣象觀測，開南丸則在羅斯海周遭調查，並命名附近海灣為「大隈灣」，後來證實此登陸點其實是冰架而非陸地。當時探險所記錄的影像現藏於東京國立近代美術館影片中心，可在該館展示室欣賞部分片段。

### 返國
2月4日，探險隊離開南極，經威靈頓返回日本。因為海路顛簸，帶去的樺太犬只有6隻存活，而此事也造成阿伊努族隊員山邊安之助和花守信吉回到家鄉後被部落法庭審判為有罪。
經過威靈頓時，白瀨和其他隊員的紛爭再次浮上檯面，白瀨和其他贊同者搭乘汽船返國，其餘反對者則於6月20日乘開南丸返國。返國後，後援會將資金花在遊玩娛樂上，造成白瀨必須背負高達4萬日圓(換算為2004年幣值約為1億5千萬日圓)的債務，以支付隊員們的薪資。白瀨變賣所有家產家財而不斷搬家，與女兒一同以記錄片在日本、台灣、滿洲、朝鮮等地巡迴演講，經過20年才將債務償還。

### 晚年
當時，前往南極進行探險行動被日本國內以「乘小漁船航向南極是魯莽之舉」嘲弄謾罵。但當白瀨全員歸國後，日本卻是一片舉國歡騰。白瀨受皇太子的召見和前往各地參與歡迎儀式，並將各式觀測資料提供學術研究。1936年，東京科學博物館（現國立科學博物館）舉辦「南極的科學」展覽，白瀨受邀演講。1938年，獲頒國家感謝狀以表彰他命名「大隈灣」和「開南灣」。
1946年，白瀨在愛知縣西加茂郡舉母町（現豐田市）其二女兒所租的一間房間內死去，死因為腸阻塞，享年85歲。

## 紀念
- 羅斯冰架東部海域被命名為白瀨海岸。
- 白瀨矗南極探險50周年紀念郵票於1960年11月29日發行，當天正好是他出航前往南極的日子。
- 秋田縣仁賀保市的白瀨南極探險隊紀念館（日语：白瀬南極探検隊記念館）。
- 愛知縣西尾市吉良町的「大和雪原開拓者之墓」墓碑。
- 1970年，白瀨之弟的孫女白瀨京子以小型遊艇成功環繞世界一周。京子在就任白瀨南極探險隊紀念館的第一任館長前去世。
- 秋田縣横手市秋田故里村（日语：秋田ふるさと村）的吉祥物秋田犬「矗君」正是以白瀨的名字命名。
- 南極觀測船白瀨號常被認為是直接以白瀨本人命名，但官方說法是以自衛隊船艦命名規則從白瀨冰河所擷取的。

### 引用
1. 1 2 3  井上、20頁。
2. 1 2 3 4 5  綱淵、23頁。
3. 1 2 3  井上、26頁。
4. ↑  井上、104-106頁。
5. ↑  綱淵、25頁。
6. 1 2  井上、27頁。
7. ↑  白瀬武子「マ元帥と白瀬中尉」、『週刊朝日』昭和26年9月2日号。山邊安之助等人在事情發生前及時阻止。
8. ↑  2007年6月11日朝日新聞晚刊。
9. ↑  白瀬南極探險隊紀念館 的存檔，存档日期2013-06-25.

## 外部連結
- 白瀬南極探險隊紀念館
- 白瀬日本南極探險隊100周年紀念活動 （页面存档备份，存于）